# 계획 경제
계획 경제(計劃經濟, 영어: planned economy)는 정부에 의한 생산과 소비의 통제, 국가 주도 개발과 산업 투자, 정부 산하 중앙계획기구의 경제 계획에 의해 작동하는 경제 구조를 의미한다.
계획 경제하에서 경제는 중앙정부에 의해 주도되는 주기적 계획에 따라 운영되고, 일반적으로 생산과 소비, 그리고 자본의 투자가 통제된다. 구체적으로 이중가격제의 도입, 가격 통제, 정부와 국영기업을 통한 원자재 및 전단계 가공품의 분배, 중앙계획기구(GOSPLAN)의 총체적인 경제 계획 등으로 특징지어진다.
따라서, 개개인의 자유로운 선택에 따라 생산과 소비, 그리고 투자가 진행되는 시장 경제 구분되며, 단순한 정부 주도의 경제 개발인 통제 경제와도 구분된다.
계획 경제는 사회주의 경제 조직이 없이 실시할 수 없으므로 사회주의 정부의 형성을 전제로 하고 있고, 이에 따라 자본주의 경제 원리를 채택한 경제권에서 계획 경제의 도입은 그 원리상 불가능한 것으로 간주되고 있다. 이는 계획 경제라는 용어가 사실상 1920년대 말 소비에트 연방에 의해 정립되었다는 점에서 기인한다.
독일의 경제학자인 발터 오이켄(Walter Eucken)은 계획 경제가 시장 경제 원리를 원칙으로 하는 일부 국가의 통제 경제와 같지 않으며, 양자가 서로 혼동될 소지가 있기에, 계획 경제라는 용어 대신에 중앙 계획 경제라는 용어가 사용되어야 함을 강조했으며, 자본주의 국가의 경제 통제 정책은 중앙 통제 경제라고 칭하는 것이 바람직하다고 분석했다.

## 역사
계획 경제는 1920년대 말 소비에트 연방에서 실시된 제1차 5개년 경제 개발 계획에서 등장한 개념이다. 전연방 공산당 중앙위원회 서기장인 이오시프 스탈린은 개발 지역의 소비에트 조직, 당중앙, 정부의 경제 조직이라는 삼중(三重)의 통제에 기초한 사회주의 경제의 완성을 주장하였는데, 이 과정에서 계획 경제라는 용어가 정립됐다.
소비에트 연방의 경제는 고도로 일원화된 관리-지령식 정부 조직에 의해 통제되고 있었고, 이 과정은 당과 국가에서 정한 경제 지령과 행정 지침에 근거를 두고 있었다. 코시긴 개혁 이전까지 소비에트 연방 사회에서 경제 활동은 오로지 다수의 이익, 마르크스-레닌주의 이데올로기의 실현을 목적으로 운영됐다.
1965년 소비에트 연방에서 실시된 코시긴 개혁은 계획 경제에 부분적인 시장 경제적 요소를 도입한 경제 개혁으로, 독립채산제의 도입, 부분적인 이윤 생산 체계의 도입, 원자재 공급의 포기 및 생산 책임제 등을 도입한 정책이다. 이 정책은 몇몇 부문에서 제품 경쟁력과 동기 유발을 확보하기 위한 조치였다. 그러나, 이러한 경제 구조의 수정은 사회주의 경제가 온전히 작동하지 못 하게 하는 원인으로 됐다.
1985년에 집권한 소련 공산당 서기장 고르바초프는 페레스트로이카를 통해 시장 경제를 대폭 받아들이고, 몇몇 자본주의 생산 양식을 소비에트 연방 경제 제도에 도입했다. 그 결과 사회주의 경제 지반의 침식이 이어졌고, 곧이어 1989년에는 대부분의 계획기구를 해체하여 자본주의식 혼합 경제의 길로 나아갔다. 이후 경제난은 가중됐고 시장 경제의 도입은 소비에트 연방 붕괴의 주된 원인 중 하나가 되었다.
이를 통해 알 수 있듯이, 계획 경제는 사회주의 경제 지표를 구성하는 기준 요소가 되며, 사회주의 경제 형성을 담보하는 역할을 한다.
냉전 종식 후에 계획 경제는 여러 가지 비판에 직면했고, 경제 운영 원리에서 시장 경제에 필적할 수 없는 경제 원리로 여겨졌다. 현재 미국, 영국을 비롯한 대다수의 선진 경제학자들 사이에서 계획 경제는 관료적 비효율성을 해결할 수 없는 경제 구조로 평가받고 있으며, 대부분 국가의 경제 정책에서 채택되지 않는 경제 원리로 남아 있다. 그러나, 시장 경제의 문제점이 부각되자 몇몇 대안 경제 이론가들은 계획 경제를 부분적으로 받아들인 새로운 경제 구조의 형성을 주장하기도 한다.

## 내용
계획 경제가 갖는 내용은 가격 통제, 감제고지의 원칙, 생산과 소비의 통제, 중앙계획기구를 통한 경제 계획, 투자 통제가 있다. 나열된 특징 중 계획를 가늠하는 척도는 중앙계획기구를 통한 경제 계획이며, 나머지 개념은 지도주의(통제 경제)라는 틀에서도 실시될 수 있다.
계획 경제가 갖는 경제적 특징을 통해, 계획 경제의 작동이 사회주의 정부의 존재를 전제하고 있음을 알 수 있다.
한편으로, 지도주의라는 통제 경제의 틀에서 자본주의 경제는 부분적으로 통제될 수 있으나, 광범위한 경제 통제와 경제 계획이 수반되는 계획 경제는 자본주의 경제 원리를 상당히 훼손하기에, 자본주의 경제 원리를 받아들인 경제 구조에서 혼용될 수 없다. 반면, 냉전 종식 이후 등장한 대안적인 계획 경제 이론의 일종인 탈집중화 이론은 자본주의 경제에서 계획 경제가 부분적으로 도입할 수 있음을 논증하고 있다.

### 가격 통제
계획 경제 이론은 본래 경제 관리에서 가격 통제를 주요 수단으로 삼지 않지만, 1930년대 소비에트 정부가 극심한 농축산물 가격 급등을 경험한 이래 가격 통제 정책을 주요 정책 기조로 이어왔다.
가격 통제 정책은 여러 방면에서 실시된다. 농촌의 농업 생산지에서 가격 통제는 유상공출제에 기반했을 경우, 농민이 농산물을 정부에 납품할 때, 정부에서 지정한 가격에 따른다. 도시에서 가격 통제는 국가 주도 공업 경제가 생산한 공산품에 대한 대대적인 가격 통제로 나타난다.
가격 통제는 부동산에도 적용되는데, 예를 들어 토지가, 건물가, 심지어 부분적인 임대료제 시행시 임대료의 통제까지 포괄한다. 소비에트 사회에서 토지와 건물은 원칙적으로 국가의 재산이었고( 50년대 이후 소련에서는 주택조합을 통해 집을 살 수 있었지만, 이건 거주권을 사는 형태였다. ) 임대료는 존재하지 않았기에 가격 통제 자체가 성립하지 않았지만, 제2차 세계 대전 이후 성립한 몇몇 공산국가가 사회주의 발전을 감행하는 과정에서 토지와 건물, 임대료를 통제했다.

### 감제고지의 원칙
‘감제고지’(러시아어: Командные высоты, 영어: Commanding heights, 瞰制高地)라는 개념은 1922년 러시아 공산당 전당대회에서 블라디미르 레닌이 경제 통제 방식을 비유하며 사용한 용어이다. 생산력 이론에 기반한 공산당의 경제 지도의 기본 원칙은 바로 이 감제고지의 원칙에 있다. 이는 생산력 발전 지도로 간단히 표현할 수 있다.
블라디미르 레닌은 러시아 내전 종전 후 소련의 산업 수준이 자본주의 국가의 산업 수준에 비해 상당히 낮은 수준이라는 것을 체감하였다. 따라서, 생산력 이론 전제 위에 소련 사회주의 건설을 위한 '본원적 축적'(독일어: Ursprüngliche Akkumulation)을 혁명적 당을 통해 이룩해야 한다는 경제 전술을 내걸었는데, 이것이 바로 '감제고지'이다. 이는 마르크스-레닌주의 정부가 공산주의로의 이행을 경제 정책으로서 실천하는 주요한 방법론이다.
소련에서는 그 첫 번째 시행으로 신경제정책을 들 수 있다. 이는 농업 부문에서 본원적 축적을 달성하려는 레닌의 첫 시도였다.
레닌 사후에는 레프 트로츠키와 함께 좌익반대파에 가담했던 예브게니 프레오브라첸스키(러시아어: Евге́ний Преображе́нский, 1886 - 1937)가 1926년에 펴낸 자신의 저서 『새로운 경제학』(Новая экономика)을 통해 가장 가열차게 주장했다. 그러나, 그는 당시 농업 기반이 연약하던 소련 경제의 현실성을 무시한 상태에서 급진적인 중공업화를 시도해야 한다고 주장했기에 이오시프 스탈린 계파에게는 물론이고, 대다수 볼셰비키에게 받아들여지지 않았다. 또한 농민을 착취하여 본원적 축적을 빠르게 달성하자는 그의 주장은 당시 이오시프 스탈린의 권력 계파에 의해 혹독한 비판을 당했다.
농업 집산화가 완료된 시점인 1930년대 중반부터는 이오시프 스탈린은 이 감제고지 이론에 따라 소련 사회주의 건설을 완성하였으며, 1936년 헌법 개정 때 사회주의 본원적 축적 과정을 완료했음을 공포하였다.
오늘 날의 대표적인 사례로 예를 들 때, 덩샤오핑 이론에서 중화인민공화국을 인민민주주의 정체로 규정하고, 본원적 축적을 당의 지도에 따라 감행해야 한다는 생산력 발전 이론을 제시한 것으로 들 수 있다. 즉, 개혁개방의 영향으로 부분적인 시장 경제 도입을 추진했으나, 감제고지의 원칙은 그대로 지켜지기에 현재 중화인민공화국 주요 기업은 모두 공산당 산하 국가개발기구의 지령을 받는 형태로 운영되고 있다. 이러한 것을 볼 때, 감제고지 적용은 각 마르크스-레닌주의 국가마다 천차만별로 다르다고 할 수 있다. 가령, 구 소련의 경우는 현재 중화인민공화국의 감제고지 정책에 비해 훨씬 더 강력한 계획 경제 및 통제주의 정책을 실행하였다.
미국의 경제사학자 다니엘 예르긴(Daniel Yergin)은 자신이 1998년에 펴낸 저서인 『The Commanding heights』에서, 누적되는 자본주의 경제의 위험성을 혼합 경제적 방식으로 해결하지 못 할 경우 감제고지의 원칙의 도입을 주장하는 정치 세력이 득세하여 자본주의 경제가 종식될 수도 있음을 논했다.

### 생산과 소비의 통제
계획 경제에서 생산과 소비는 철저히 통제된다. 그리고 그 내용은 중앙계획기구의 경제 정책, 지침을 통해 규정된다.
생산과 소비의 통제는 국가 전반의 경제 활동, 그리고 그에 대한 구체적 정보를 확보하려는, 계획 경제에서 가장 근간이 되는 정책이다. 계획 경제하 생산되고, 소비되는 총생산품의 비율이 매년마다 조사되고, 합리적인 가중치를 설정하여 제한치를 결정한다.
생산의 통제는 한 나라 내에서 가장 적절한 생산 비율을 맞추기 위해 경제 지침이라는 방법으로, 인위적으로 통제하는 것이다. 예를 들어, 특정 상품의 과도한 생산이 기업 성장에 해를 가할 수 있거나, 가격 경쟁상 의미가 없을 정도로 판매가가 하락할 수 있거나, 해당 생산품을 생산하기 위해 투입되는 자금의 수지가 맞지 않는 등의 경제 실패를 예방하기 위해 미리 생산 초과치가 정해지는 것이다. 이에 따라 계획 경제하에서는 한 해에 생산할 생산품의 양을 정부 차원에서 조사·결정하고, 실시한다.
소비의 통제는 과소비, 사재기 현상을 통한 경제 교란을 막기 위해 실시된다. 소비의 통제는 배급표의 분배를 통해 이루어진다. 가령, 한 경제 주체가 1달, 1년에 특정 상품을 소비할 수 있는 권한을 정부가 통제하는 것이다.

### 중앙계획기구를 통한 경제 계획
볼셰비키가 장악한 소비에트 러시아 인민위원평의회는 1921년 〈러시아 국가계획위원회〉를 구성했다. 이 조직은 이후 소비에트 연방 국가계획위원회(GOSPLAN)로 개칭됐는데, 전체 경제의 계획을 담당하던 관료 조직이었다.
이 조직은 본래 경제 관리에서 주된 역할을 하지 않았으나, 소비에트 연방의 제1차 5개년 경제 개발 계획을 시작으로 거대 관료 조직으로 개편됐다. 이후 고스플란은 소비에트 연방 경제에 지대한 영향력을 행사했고, 계획 경제의 필수 요소로 자리매김했다.
계획 경제하 중앙계획기구는 국내 생산, 소비, 투자, 무역, 대외 사업, 경제 전략, 산업구조 분석, 산업구조 개편, 기술 개발, 경제단지 형성, 경제 구획법, 산법 등의 모든 경제 요소를 총괄했다.
소비에트 연방에서 중앙계획기구를 통한 경제 계획은 1990년 제13차 5개년 경제 개발 계획을 끝으로 종식됐다. 이어서 중화인민공화국은 중앙계획기구의 역할을 대폭 축소하고 전체 경제 활동에서 경제 계획의 의미를 제한하였다. 이러한 기조는 베트남, 라오스 등에서도 비슷하게 이어졌다. 조선민주주의인민공화국은 현재까지 중앙계획기구를 통한 경제 계획을 유지하고 있다.

### 투자 통제
계획 경제하 투자 통제는 경제 주체로서 개인의 투자권을 완전히 제한하고, 유일한 투자 주체를 정부와 국영기업으로 하는 것이다.
이러한 투자 통제책은 주로 민간 자본의 규모가 낮은 개발도상국에서 행해졌는데, 몇몇 계획 경제가 아닌 경제 구조를 갖춘 제3세계 개발 독재에서도 부분적인 투자 통제가 실시됐다. 이러한 경제 구조에서 투자 통제는 개개인의 투자를 부분적으로 제한하면서도, 정부는 국영기업의 자본 규모를 이용하여 자본 집중을 실현한다. 이러한 정책은 규모의 경제를 통한 생산비 절감과 해외 자본과의 경쟁에서 이점을 가졌다. 반면, 계획 경제에서 투자 주체는 오로지 정부와 국영기업이다.

## 장점
자본 경쟁력 확보, 특정 산업 분야의 빠른 성장, 경제 공황의 예방, 불평등을 수반하는 사회 부조리의 해결, 실업 해소가 계획 경제의 대표적인 장점이다.
계획 경제는 민간 자본의 투자가 매우 약한 개발도상국의 경제 성장에 일정 영향을 줬다. 비록 개발도상국의 통제적인 경제 정책이 계획 경제는 아니었지만, 현대적인 민간 기업 국유화, 투자 통제, 국가 주도 자본 투자 등의 요소는 계획 경제로부터 도출된 것이다. 개발도상국의 특정 산업 분야에 대한 집중적인 투자와 전략화는 세계 경제의 경쟁 구도에 적극적으로 참여할 수 있는 토대를 마련했다.
빈곤, 불평등이라는 사회적 부조리의 일소에도 영향을 줬다. 계획 경제를 받아들인 공산국가는 유아 사망, 지니 계수 등 기타 사회 안전망과 관련된 수치에서 주요 자본주의 국가보다 긍정적인 수치를 보였다.
계획 경제는 고용 유지가 보장된 실업률 해결에 두각을 나타냈는데, 일례로 계획 경제를 받아들인 소비에트 연방, 동구권 등은 실업이 존재하지 않거나 매우 낮았다.
사회 부조리 일소에도 매우 효과적이다. 계획 경제하에서 기업은 대내적으로 사익을 추구하지 않으며, 오로지 국민경제 향상에 이바지하려 하기에 시장 경제에서 횡행하는 소비자 기만, 사기 행위, 불법적 사익 추구 등이 일체 존재하지 않는다.
재정 건전성에도 매우 큰 효과를 발휘한다. 번잡한 세제를 통해 기업 및 가계로부터 예산을 확충하는 자본주의 시장 경제는 각 기업의 분식회계로 인한 필요 예산의 적자가 고질적이었다. 따라서, 추가적인 예산 편성을 위한 국채의 매입이나 통화 증발은 필수였다. 이는 자본주의 시장 경제의 내생적 요인에 따른 불가피한 선택이었으며, 결과적으로는 인플레이션으로 인한 실질임금 하락으로 이어졌다. 이와 반면, 사회주의 계획 경제에서 기업의 수입은 거의 전량이 정부 예산으로 책정되었다. 1990년 기준 소비에트 연방의 실질 GDP 대비 국가 부채는 1%에 불과했다. 이는 동시기 미국의 약 300분의 1 수준이었으며, 서유럽 주요 선진국의 약 100분의 1 수준이었다. 국가 부채의 증가는 도시와 지방 사이의 예산 격차를 발생시키는 원인이었고, 이러한 결과에 따라 자본주의 시장 경제권의 경우 도시와 지방의 생활 격차가 증가하였는데, 냉전 시기 동구권은 이러한 문제에서 자유로울 수 있었다.

## 단점
잘못된 계획으로 인한 대규모 경제 실패 야기, 특정 물품의 품귀 현상 심화, 암시장 형성, 관료적 경직성, 동기 유발의 미비, 민주주의 제도의 파괴 등의 단점이 존재한다. 이러한 단점은 전체적인 경제 성장의 둔화로 이어졌다.

### 농업 생산량의 감소
계획 경제로 인한 대규모 경제 실패 사례는 경제사적으로 매우 중요하면서도, 그 규모의 심각성과 치명성으로 인해 대표적인 예시로 쓰인다. 예를 들어, 중국 공산당이 계획한 대약진운동은 중화인민공화국 경제에 심대한 타격을 줬다. 1950년대 중반 이후에 이어진 이른바, 리센코주의는 과학적 근거가 부족했음에도 불구하고 소비에트 연방의 농업 정책으로 채택되었다. 그 결과는 옥수수 생산량의 급격한 저하라는 직격탄이었다.

### 가격 메커니즘의 포기에 기초한 공산주의
시장 경제의 경우 경제 주체인 개인의 욕구, 그에 따른 선택에 따라 자연스럽게 균등한 기술 발전이 이루어지고, 전반 경제 분야의 성장 동력이 생겨나지만, 계획 경제는 이러한 이점이 존재하지 않았으며, 오로지 중앙계획기구에서 투자하기로 결정한 산업만이 기술 발전의 혜택을 봤다. 반면, 이러한 계획 지침에서 제외된 산업은 세계 경제체제에서 전혀 경쟁할 수 없을 정도의 기술 발전 수준을 보였으며, 1970년대 말 이후에는 만성적인 적자를 기록하며, 사실상 국내 소비용에 한정된 제품만을 생산하고 있었다. 계획 경제에 대한 시장 경쟁력 파산과 관련된 비판은 주로 자유주의 경제학자인 루트비히 폰 미제스, 프리드리히 하이에크 등이 주도했다.

### 지하 경제의 확산과 경제 민주화에 역행
생산과 소비의 통제, 가격 통제는 암시장, 지하 경제를 형성했다. 이러한 현상은 공급자들의 비리 행위와 연관이 되어있기도 했는데, 가령, 소비에트 연방에서 발생했던 일시적인 비누, 특정 농산물 품귀 현상은 이러한 문제와 연결되어 있었다. 수요량에 비해 공급이 따라가지 못하는 현상이 발생하면서 벌어진 일이었다.
계획 경제를 받아들인 국가는 1990년 이후의 혼란기를 제외하면 마이너스 성장을 경험한 적이 없지만, 서구에 비해 훨씬 낮은 경제 성장력을 보였다. 특히, 1970년에서 1989년 사이의 명목 GDP 성장에서 공산권 국가는 주요 자본주의 선진국의 5분의 1 수준에 그쳤다.
경제학자 Robin Hahnel는 계획 경제가 단순히 경제 영역에서 실패를 초래하는 것만이 아니라고 지적하였다. 그는 계획 경제가 민주주의의 존속에도 악영향을 준다고 하였다. 그에 따르면, 계획 경제를 구현하는 과정에서 재산권을 포함한 광범위한 기본권 침해는 필수적일 수밖에 없다. 결과적으로, 계획 경제의 유지는 오로지 민주주의로서 정체성을 상실한 권력 집단 및 기관이 수행할 수 있는 작업이란 것이다. 그는 사회 전반에서 민주주의의 쇠퇴는 경제 영역에서 민주화를 역행하는 원인이 된다고 보았으며, 양자의 관계성에 주목했다.

## 같이 보기
| - 경제 균형 - 경제 계획 - 공공 소유 - 주나라 정전법 |  | - 공산국가 - 레오니드 칸트로비치 - 마르크스-레닌주의 |  | - 사회주의 비판 - 산업연관분석 - 시장 경제 |  | - 신사회주의 - 지도주의 - 엔리코 바로네 |